# Collegeville (Indiana)
Collegeville es un lugar designado por el censo ubicado en el condado de Jasper en el estado estadounidense de Indiana. En el Censo de 2010 tenía una población de 330 habitantes y una densidad poblacional de 112,56 personas por km².

## Geografía
Collegeville se encuentra ubicado en las coordenadas 40°54′21″N 87°9′40″O / 40.90583, -87.16111. Según la Oficina del Censo de los Estados Unidos, Collegeville tiene una superficie total de 2.93 km², de la cual 2.93 km² corresponden a tierra firme y (0%) 0 km² es agua.

## Demografía
Según el censo de 2010, había 330 personas residiendo en Collegeville. La densidad de población era de 112,56 hab./km². De los 330 habitantes, Collegeville estaba compuesto por el 83.03% blancos, el 11.82% eran afroamericanos, el 0.3% eran amerindios, el 0.61% eran asiáticos, el 0% eran isleños del Pacífico, el 1.21% eran de otras razas y el 3.03% pertenecían a dos o más razas. Del total de la población el 4.55% eran hispanos o latinos de cualquier raza.